# Ярозит
Ярози́т (рос. ярозит; англ. jarosite; нім. Jarossit m) — мінерал класу складних сульфатів, аналог залізовмісного алуніту, острівної будови. Кінцевий член ряду в групі алуніту.

## Історія та етимологія
Названий за місцем відкриття — родовище Барранка Харосо (Яросо) у міжгір'ї Яросо, Сьєра-Аль-Магрега (Іспанія). Вперше описаний у 1852 р. німецьким мінералогом Августом Брайтгауптом (1791—1873).
Синоніми — антунезит, боргстерміт, кіпрузит, колосорикіт, купорос жовтий, мороноліт, пастреїт, раймондит, руда жовта залізна, утахіт.

## Загальний опис
Ярозит — водний сульфат заліза. Утворює товстотаблитчаті або бочковидні кристали жовтого та бурого кольорів. Блиск алмазний. Утворюється в зонах окиснення сульфідних родовищ і в корі вивітрювання гірських порід, що містять пірит.
Хімічна формула: KFe33+[SO4]2(OH)6. Склад у %: K2O — 9,41; Fe2O3 — 47,83; SO3 — 31,97; H2O — 10,79. Домішки: Na (до 2 %), Al (до 19 %), Pb (бл. 3 %), Se (частки %). При заміщенні K на Na — натроярозит.
Сингонія тригональна. Дитригонально-пірамідальний вид, псевдокуб. Форми виділення: кірочки, землиста і волокниста маса, зернисті і щільні аґреґати, налети, конкреції, рідкісні ромбоедричні та таблитчасті кристали. Густина 2,9—3,26. Тв. 2,50—3,75. Колір бурштиново-жовтий, бурий, темно-коричневий. Риса блідо-жовта. Блиск алмазний, на гранях скляний. Напівпрозорий. Злом нерівний до раковистого. Крихкий. Піроелектричний. Типовий вторинний мінерал.

## Походження
Утворюється у зоні окиснення при руйнуванні сірчистих сполук заліза, в основному піриту. Після гідролізу переходить у бурі залізняки.

## Розповсюдження
Знайдений у зоні окиснення сульфідних родовищ. Складова частина лімонітових залізних шапок, де часто помилково приймається за землистий різновид лімоніту. Зустрічається серед продуктів грязьового вулканізму. Супутні мінерали: лімоніт, гематит, кварц, алуніт, барит, пірит. У значній кількості є на Південному Уралі і Центральному Казахстані.
Інші знахідки: у Барранко-дель-Харосо, Сьєрра-Альмагрера, провінція Альмерія; Горні Славков (Шлаггенвальд), Чехія; Фюрстенберг, поблизу Шварценберга, Саксонія, Німеччина; Лавріон (Аттика, Греція); багато знахідок у США (штати Огайо, Юта, Арізона, Невада); урановий район Сьєрра-Пена-Бланка, Сьєрра-дель-Куерво, Чіуауа, Мексика; Чукікамата (центральні Анди, Чилі). Відомий у вигляді конкрецій та жовен у зоні окиснення золоторудного родовища Майкаїн у Північному Казахстані. На вулканах півострова Камчатка, Росія.

## Різновиди
Розрізняють:
- ярозит амонієвий (амоніоярозит NH4Fe33+[(OH)6 (SO4)2]),
- ярозит гідроксонієвий (гідроніоярозит (H3O)Fe33+[(OH)6 (SO4)2]),
- ярозит кальціїстий (різновид ярозиту з Північного Кавказу, що містить 1,58 % СаО),
- ярозит натріїстий (натроярозит NaFe33+ [(OH)6 (SO4)2]),
- ярозит свинцевий (плюмбоярозит Pb2+Fe63+[(OH)6(SO4)2]2),
- ярозит селенистий (різновид ярозиту, що містить до 0,20 % SeO4),
- ярозит срібний (арґентоярозит AgFe33+[(OH)6(SO4)2]).

## Застосування
Ярозит не має істотного застосування. Мінерал іноді використовується як жовтий пігмент в живописі. Зокрема, його використання було доведено на дерев'яному саркофазі віком 2600 років.
Використовується як сировина для отримання тонкого полірувального порошку. Використовують для виготовлення крокусу (полірувальний порошок).